# Dounreay
Dounreay es el nombre un castillo ahora en ruinas en la costa norte de Caithness, en el área de los Highlands (tierras altas) de Escocia. El castillo, está dentro de los terrenos utilizados por la United Kingdom Atomic Energy Authority (Dounreay Nuclear Power Development Establishment) y el HMS Vulcan del Ministerio de Defensa británico. Es famoso como emplazamiento de cinco reactores nucleares, tres propiedad y bajo funcionamiento de la UKAEC y dos del Ministerio de Defensa.
El establecimiento de energía nuclear fue construido en el emplazamiento de un aeródromo de la Segunda Guerra Mundial, llamado HMS Tern (II). El campo de aviación se transfirió al Almirantazgo por el Comando de Costas de la RAF en 1944, como una filial del HMS Tern de Twatt en las Islas Orcadas. No entró en acción durante la guerra y fue catalogado como de cuidado y mantenimiento en 1949. 
Dounreay está cerca de la carretera A836, alrededor de 14 km al oeste de la ciudad de Thurso, que creció rápidamente cuando se establecieron las instalaciones de investigación a mediados del siglo XX. El establecimiento ha seguido siendo el mayor elemento de la economía de Thurso y Caithness desde ese período. 

## Etimología
De acuerdo con una leyenda el nombre de Dounreay procede de cuando un habitante del lugar con un fuerte acento, intentó pronunciar Down Reay para un cartógrafo (el significado de Down Reay sería down (bajo) la carretera from (de) la población de Reay, como confirmaría el rótulo sobre la puerta de la ahora cerrada oficina postal a la entrada del establecimiento del reactor que tenía el nombre correcto Down Reay).
El mapa de Caithness de Robert Gordon, de 1642, indica Dounrae como nombre del castillo. 
En la obra “Los nombres célticos de lugares en Escocia” de Watson, asigna como nombre de origen Dúnrath, y sugiere que puede referirse a un “broch” (torre circular de la Edad de Hierro, típica de Escocia). Esta es la toponimia normalmente aceptada.

## Establecimiento para el Desarrollo de la Energía Nuclear de Dounreay
El Dounreay Nuclear Power Development Establishment está gestionado por la United Kingdom Atomic Energy Authority (UKAEA), y fue el emplazamiento del reactor de rápida realimentación (FBR) del programa de estación de energía. Se construyeron tres reactores nucleares por la UKAEA, dos de ellos FBR más un reactor de investigación térmico empleado para probar materiales para el programa, y también para las instalaciones de fabricación y reprocesamiento de los materiales de los equipos de prueba y del combustible para los FBR.
El primero de los reactor de Dounreay que alcanzó la criticidad fue el Dounreay Materials Test Reactor (DMTR), en mayo de 1958. Este reactor se usó para probar el comportamiento de materiales bajo una intensa irradiación de neutrones, en especial los destinados al encapsulado del combustible y otros usos estructurales en el núcleo de un reactor rápido de neutrones. Las piezas de prueba fueron encapsuladas en una aleación que contenía uranio para incrementar el ya alto flujo de neutrones de un reactor clase DIDO, y posteriormente despojadas químicamente de su envoltorio tras la irradiación. DMTR se cerró en 1969, cuando las labores de pruebas de materiales se consolidaron en el Harwell Laboratory.

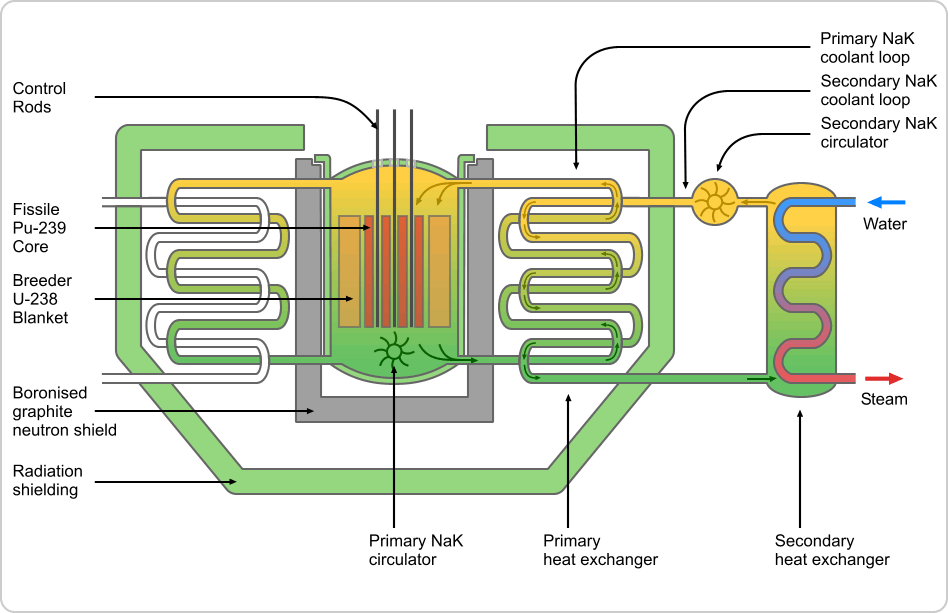
Diagrama esquemático mostrando el funcionamiento del DFR, un FBR refrigerado por NaK.

El segundo reactor en alcanzar la criticidad (aunque su construcción se inició primero) fue el Dounreay Fast Reactor (DFR), que se conectó en noviembre de 1959, con una potencia de salida de 14 MWe. Esta energía se exportó a la red nacional desde el 14 de octubre de 1962 hasta que fue desconectado para su desmantelamiento en 1977. Durante su vida operativa, el DFR produjo más de 600 millones de unidades de electricidad.
DFR era un FBR del tipo “loop” refrigerado por circuitos primario y secundario de NaK, con 24 loops (vueltas) y alimentado con óxido de uranio. 
El tercer y último de los reactores operados por UKAEA que fue construido en Dounreay fue el Prototype Fast Reactor (PFR), (“prototipo de reactor rápido”) que alcanzó la criticidad en 1974 y empezó a suministrar energía a la red nacional en enero de 1975. La potencia de salida era de 250 MWe. El reactor fue desconectado en 1994, marcando el fin de la generación de energía nuclear de la planta. PFR era un FBR de tipo “pool” (piscina), refrigerado por sodio líquido y alimentado con MOX. 
Aunque que los reactores han sido apagados y se han iniciado los programas de desmantelamiento, Dounreay todavía ha retenido a mucha de su plantilla laboral dedicada a ahora a las labores del reprocesado de partidas de combustible nuclear gastado y de los residuos.

### Propiedad de la Nuclear Decommissioning Authority
El 1 de abril de 2005 la Nuclear Decommissioning Authority (NDA) pasó a ser la propietaria del emplazamiento, permaneciendo la UKAEA como operadora. El desmantelamiento de Dounreay está planificado para llevar al emplazamiento a un estado de cuidado y supervigilancia temporal hasta 2036, y como campo apto para el cultivo para el 2336, con un coste total de 2,9 millardos de libras esterlinas.
Además del desmantelamiento de los reactores, de la planta de reprocesado, y de sus instalaciones complementarias, existen cinco temas ambientales principales que se deben tratar:
- Un pozo con una profundidad de 65 metros utilizado para el vertido de residuo nuclear de nivel intermedio está contaminando aguas subterráneas, y está amenazado por la erosión de la costa en un plazo de 300 años. El pozo nunca fue diseñado como un depósito de residuos, pero fue utilizado como tal con unos criterios muy particulares y bajo controles muy precarios, sin que se hayan mantenido registros fiables de los vertidos de residuos- Originariamente, era el resto de un proceso para el cual se construyó un conducto de descarga de residuos. El conducto fue diseñado para descargar los residuos en el mar. El uso histórico del pozo como un depósito de residuos dio como resultado una explosión de hidrógeno,[1] temiéndose que el material acumulado pudiera representar una masa crítica potencial.
- Las partículas de combustible nuclear irradiado en el lecho marino cerca de la planta, con algunas devueltas a la playa, incluidas un pequeño número en la playa pública de Sandside Bay. No se ha determinado la vía por la que estas particular escaparon de la planta, hay varias posibilidades razonables.
- 18.000 metros cúbicos de tierra contaminada radiológicamente y 28.000 metros cúbicos químicamente.
- 1.350 metros cúbicos de líquidos de actividad media o alta y 2.550 metro cúbicos de residuos nucleares de nivel intermedio no acondicionados, en almacenaje.
- 1.500 toneladas de sodio, de ellas 900 toneladas contaminadas radiactivamente por el prototipo de reactor rápido.

Históricamente gran parte de la gestión del residuo nuclear de Dounreay fue muy precario. Hasta 1990 Dounreay tenía el estatus de propiedad de la corona, lo que significa que los operadores del emplazamiento no pueden ser sometidos a juicio.

## HMS Vulcan
Otros dos reactores de la planta de Dounreay son proyectos del Ministerio de Defensa. Se tratan de reactores de agua presurizada (PWR) de Rolls-Royce utilizados para probar el diseño de reactores para su uso en la flota submarina de propulsión nuclear de la Royal Navy.